# Knud Rasmussen
Knud Johan Victor Rasmussen ( /ˈræsmʊsən/ (Jakobshavn, Groenlandia, 7 de junio de 1879 - 21 de diciembre de 1933) fue un explorador polar y antropólogo dano-groenlandés. Se le ha llamado el «padre de la esquimología» y fue el primer europeo en cruzar el Paso del Noroeste en un trineo tirado por perros. Sigue siendo muy conocido en Groenlandia, en Dinamarca y entre los inuits canadienses.
Escribió De la Groenlandia al Pacífico, obra en la que relata sus dos años de intimidad con tribus esquimales desconocidas. Patrocinó el primer largometraje polar, SOS Iceberg, dirigido por Arnold Fanck y protagonizado por Gustav Diessl, Leni Riefenstahl, Sepp Rist, Gibson Gowland, Rod La Rocque y Ernst Udet.

## Primeros años

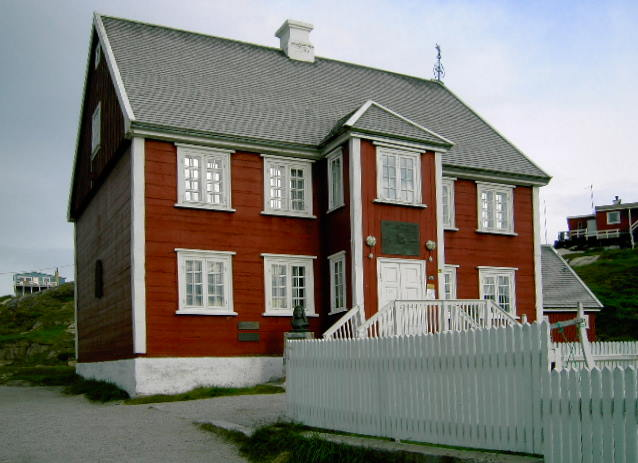
Casa de la familia Rasmussen en Ilulissat

Rasmussen nació en Jakobshavn, Groenlandia, hijo de un misionero danés, el vicario Christian Rasmussen, y una madre inuit-danesa, Lovise Rasmussen (de soltera Fleischer). Tenía dos hermanos.[cita requerida] Rasmussen pasó sus primeros años en Groenlandia entre los kalaallit, donde aprendió a hablar groenlandés, a cazar, a conducir trineos tirados por perros y a vivir en las duras condiciones del Ártico. «Mis compañeros de juego eran groenlandeses nativos; desde la más tierna infancia jugué y trabajé con los cazadores, por lo que incluso las dificultades de los viajes en trineo más extenuantes se convirtieron en una rutina agradable para mí». ["My playmates were native Greenlanders; from the earliest boyhood I played and worked with the hunters, so even the hardships of the most strenuous sledge-trips became pleasant routine for me."]
Más tarde fue educado en Lynge, Selandia del norte, Dinamarca. A la edad de trece años fue enviado a Copenhague para estudiar. Entre 1898 y 1900 siguió una infructuosa carrera como actor y cantante de ópera. Al terminar la universidad decidió volver a Groenlandia.

## Carrera profesional

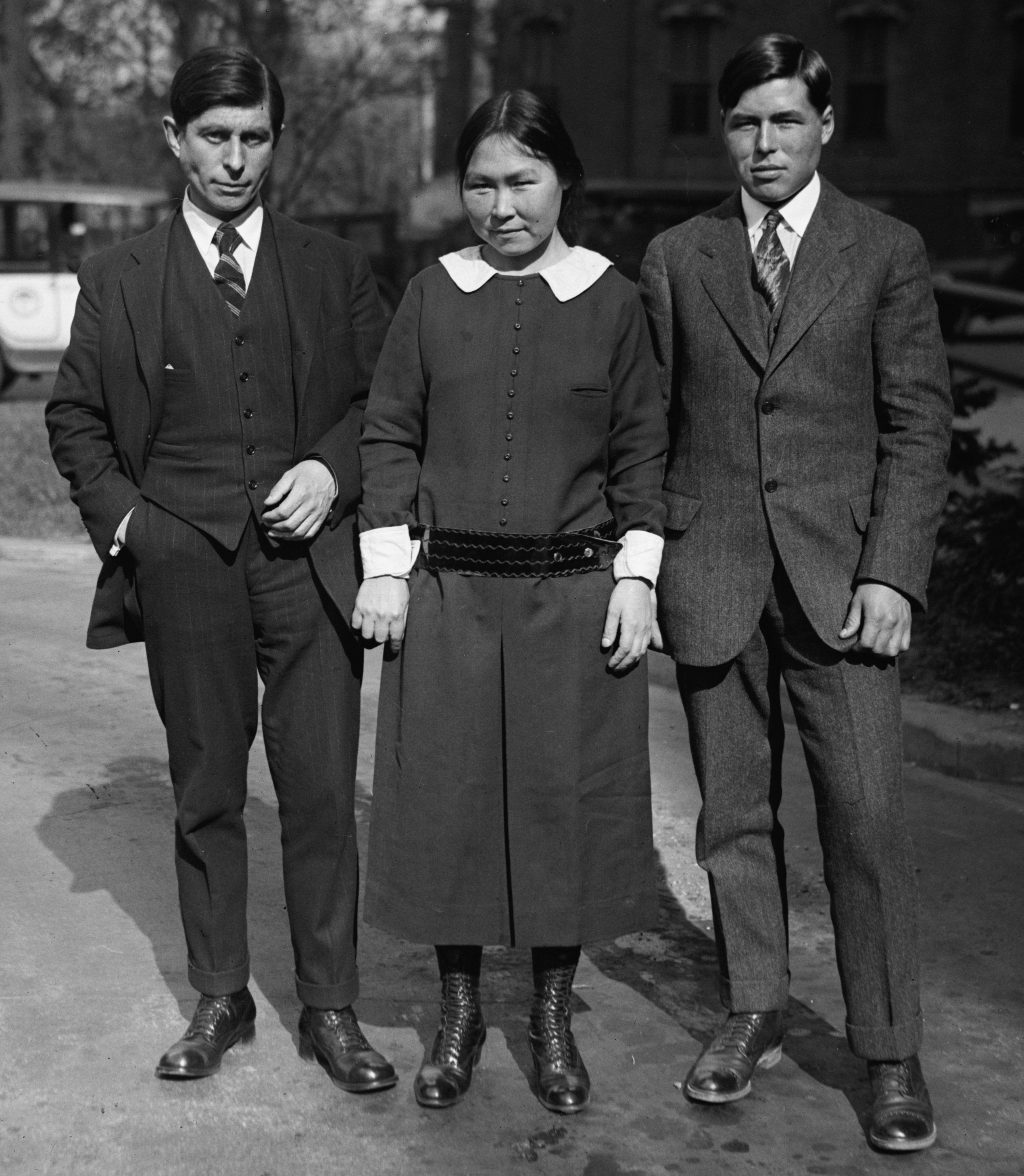
Rasmussen en 1924, a la izquierda (con la sra. Arnalulunguak y el sr. Meetek)

Realizó su primera expedición en 1902-1904, conocida como la Expedición Literaria danesa, con Jørgen Brønlund, Harald Moltke y Ludvig Mylius-Erichsen, para examinar la cultura inuit. Después de regresar a casa, participó en un circuito de conferencias y escribió  The People of the Polar North (1908), una combinación de diario de viaje y relato académico del folclore inuit. En 1908 se casó con Dagmar Andersen.[cita requerida]
En 1910, Rasmussen y su amigo Peter Freuchen establecieron la Thule Trading Station en cabo York  (Qaanaaq), Groenlandia, como base comercial. El nombre «Thule» fue elegido porque era el puesto comercial más al norte del mundo, literalmente Ultima Thule. Thule Trading Station se convirtió en la base de operaciones de una serie de siete expediciones, conocidas como Expediciones Thule, entre 1912 y 1933.[cita requerida]

### Las expediciones Thule
La Primera Expedición Thule (1912, Rasmussen y Freuchen) tenía como objetivo poner a prueba la afirmación de Robert Peary de que un canal dividía la Tierra de Peary de Groenlandia. Demostraron que ese no era el caso en un notable viaje de 1000 kilómetros a través del hielo interior que casi los mata. Clements Markham, presidente de la Royal Geographical Society, calificó el viaje como «el mejor jamás realizado por perros». Freuchen escribió relatos personales de este viaje (y otros) en  Vagrant Viking (1953) y I Sailed with Rasmussen (1958).[cita requerida]
La Segunda Expedición Thule (1916-1918) fue más grande con un equipo de siete hombres, que se propuso trazar un mapa de un área poco conocida de la costa norte de Groenlandia. Ese viaje fue documentado en el relato de Rasmussen Grønland langs Polhavet (en español: Groenlandia a través del océano Ártico). El viaje estuvo marcado por dos muertes, las de Thorild Wulff y Hendrik Olsenlas, siendo las únicas muertes en la carrera de Rasmussen.
La Tercera Expedición Thule (1919) tenía como objetivo dejar un depósito de provisiones en Maud para la deriva polar que iba a realizar Roald Amundsen. La Cuarta Expedición Thule (1919-1920) se llevó a cabo en el este de Groenlandia, donde Rasmussen pasó varios meses recopilando datos etnográficos cerca de Angmagssalik.
El «mayor logro» de Rasmussen fue la masiva Quinta Expedición Thule (1921-1924) que fue diseñada para «atacar el gran problema del origen primario de la raza esquimal» ["attack the great primary problem of the origin of the Eskimo race"], con el respaldo de la Universidad de Copenhague. Se recopiló una narración de diez volúmenes (The Fifth Thule Expedition 1921–1924 (1946)) de datos etnográficos, arqueológicos y biológicos, y muchos artefactos todavía se muestran en museos de Dinamarca. El equipo de siete personas fue el primero en ir al este del Ártico de Canadá, donde comenzaron a recolectar especímenes, realizar entrevistas (incluido el chamán Aua, quien le habló de Uvavnuk), documentar tradiciones y excavar sitios.[cita requerida]
Rasmussen dejó el equipo y viajó durante 16 meses con dos cazadores inuit en trineos tirados por perros a través de América del Norte hasta Nome (Alaska); trató de continuar a Rusia, pero su visa fue rechazada. Atravesó casi 29 000 km desde Groenlandia hasta el Pacífico para encontrar el origen del pueblo inuit, siendo el primer occidental en cruzar el Paso del Noroeste en un trineo tirado por perros. Su viaje se narra en Across Arctic America (1927),  considerado hoy un clásico de la literatura de expediciones polares. Este viaje también se ha llamado el «Gran viaje en trineo» y fue dramatizado en la película canadiense The Journals of Knud Rasmussen (2006).
Durante los siguientes siete años, Rasmussen viajó entre Groenlandia y Dinamarca dando conferencias y escribiendo. En 1931, participó en la Sexta Expedición Thule, diseñada para consolidar la reivindicación de Dinamarca sobre una parte del este de Groenlandia que fue impugnada por Noruega.
La Séptima Expedición Thule (1933) estaba destinada a continuar la obra de la sexta, pero Rasmussen cayó enfermo víctima de un episodio de intoxicación alimentaria atribuida a comer kiviaq; fue enviado a Dinamarca para ser hospitalizado, la enfermedad se complicó con una neumonía que, finalmente, le llevó a la muerte a la edad de 54 años. Durante esta expedición, Rasmussen trabajó en la película The Wedding of Palo [La boda de Palo], para la que Rasmussen escribió el guion. La película fue dirigida por Friedrich Dalsheim y finalizada en 1934 bajo el título danés Palos brudefærd.

## Honores

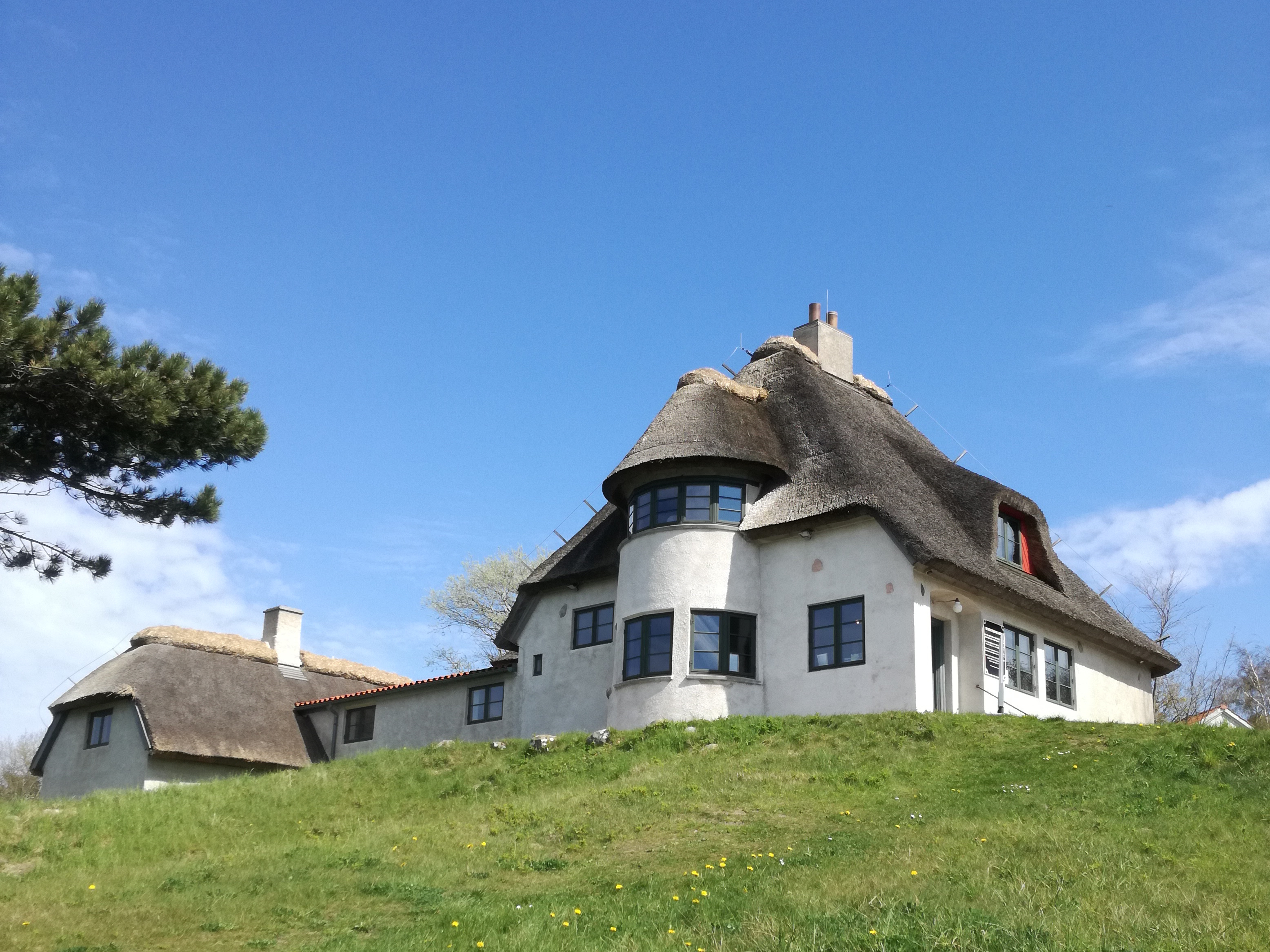
Casa Knud Rasmussen, ahora un museo, en Hundested, Selandia, Dinamarca.

Además de varios cabos y glaciares, la cordillera Knud Rasmussen en Groenlandia lleva su nombre.
Fue galardonado con una beca honoraria de la American Geographical Society en 1912, y su medalla Daly en 1924. La Royal Geographic Society le otorgó la Medalla de Oro del Fundador en 1923 y la Det Kongelige Danske Geografiske Selskab [Real Sociedad Geográfica Danesa] su Medalla Hans Egede en 1924. Fue distinguido con un doctorado honoris causa en la Universidad de Copenhague en 1924 y en la Universidad de St Andrews en 1927.